# Cauchy-Produktformel
Die Cauchy-Produktformel, auch Cauchy-Produkt oder Cauchy-Faltung, benannt nach dem französischen Mathematiker Augustin Louis Cauchy gestattet die Multiplikation unendlicher Reihen. Dabei handelt es sich um eine diskrete Faltung.

## Definition
Sind {\displaystyle \sum _{n=0}^{\infty }a_{n}} und {\displaystyle \sum _{n=0}^{\infty }b_{n}} zwei absolut konvergente Reihen, dann ist die Reihe
{\displaystyle \sum _{n=0}^{\infty }c_{n}} mit {\displaystyle c_{n}=\sum _{k=0}^{n}{a_{k}b_{n-k}}=\sum _{i+j=n}a_{i}b_{j}}
ebenfalls eine absolut konvergente Reihe und es gilt
{\displaystyle \left(\sum _{n=0}^{\infty }a_{n}\right)\cdot \left(\sum _{n=0}^{\infty }b_{n}\right)=\sum _{n=0}^{\infty }c_{n}.}
Die Reihe {\displaystyle \sum _{n=0}^{\infty }c_{n}} wird Cauchy-Produkt der Reihen {\displaystyle \sum _{n=0}^{\infty }a_{n}} und {\displaystyle \sum _{n=0}^{\infty }b_{n}} genannt. Die Koeffizienten {\displaystyle c_{n}} können als diskrete Faltung der Vektoren {\displaystyle (a_{0},a_{1},\dots ,a_{n})} und {\displaystyle (b_{0},b_{1},\dots ,b_{n})} aufgefasst werden.
Schreibt man diese Formel aus, so erhält man:
{\displaystyle \left(\sum _{n=0}^{\infty }a_{n}\right)\cdot \left(\sum _{n=0}^{\infty }b_{n}\right)=\underbrace {(a_{0}b_{0})} _{c_{0}}+\underbrace {(a_{0}b_{1}+a_{1}b_{0})} _{c_{1}}+\underbrace {(a_{0}b_{2}+a_{1}b_{1}+a_{2}b_{0})} _{c_{2}}+...+\underbrace {(a_{0}b_{n}+a_{1}b_{n-1}+...+a_{k}b_{n-k}+...+a_{n}b_{0})} _{c_{n}}+...}
Bricht man diese Reihe bei einem gewissen Wert von {\displaystyle n} ab, so erhält man eine Näherung für das gesuchte Produkt.
Speziell für die Multiplikation von Potenzreihen gilt
{\displaystyle \left(\sum _{n=0}^{\infty }\alpha _{n}{(x-x_{0})}^{n}\right)\cdot \left(\sum _{n=0}^{\infty }\beta _{n}{(x-x_{0})}^{n}\right)=\sum _{n=0}^{\infty }\left(\sum _{k=0}^{n}{\alpha _{k}\beta _{n-k}}\right)(x-x_{0})^{n}.}

## Beispiele

### Anwendung auf die Exponentialfunktion
Als Anwendungsbeispiel soll gezeigt werden, wie sich die Funktionalgleichung der Exponentialfunktion aus der Cauchy-Produktformel herleiten lässt.
Die Exponentialfunktion {\displaystyle \textstyle e^{x}=\sum _{n=0}^{\infty }{\frac {x^{n}}{n!}}} konvergiert bekanntlich absolut. Daher kann man das Produkt {\displaystyle e^{x}e^{y}} mittels des Cauchy-Produktes berechnen und erhält
{\displaystyle e^{x}e^{y}=\sum _{n=0}^{\infty }{\frac {x^{n}}{n!}}\cdot \sum _{n=0}^{\infty }{\frac {y^{n}}{n!}}=\sum _{n=0}^{\infty }\sum _{k=0}^{n}{\frac {1}{k!}}{\frac {1}{(n-k)!}}x^{k}y^{n-k}}
Nach Definition des Binomialkoeffizienten {\displaystyle \textstyle {n \choose k}={\frac {n!}{k!(n-k)!}}} kann man das weiter umformen als
{\displaystyle =\sum _{n=0}^{\infty }{\frac {1}{n!}}\sum _{k=0}^{n}{\frac {n!}{k!(n-k)!}}x^{k}y^{n-k}=\sum _{n=0}^{\infty }{\frac {1}{n!}}\sum _{k=0}^{n}{n \choose k}x^{k}y^{n-k}=\sum _{n=0}^{\infty }{\frac {1}{n!}}(x+y)^{n}=e^{x+y}}
wobei das vorletzte Gleichheitszeichen durch den binomischen Lehrsatz gerechtfertigt ist.

### Eine divergente Reihe
Es soll das Cauchy-Produkt
{\displaystyle \left(\sum _{n=0}^{\infty }{\frac {(-1)^{n}}{\sqrt {n+1}}}\right)\cdot \left(\sum _{n=0}^{\infty }{\frac {(-1)^{n}}{\sqrt {n+1}}}\right)}
einer nur bedingt konvergenten Reihe mit sich selbst gebildet werden.
Hier gilt
{\displaystyle c_{n}=\sum _{k=0}^{n}{\frac {(-1)^{k}}{\sqrt {k+1}}}\cdot {\frac {(-1)^{n-k}}{\sqrt {n-k+1}}}=(-1)^{n}\sum _{k=0}^{n}{\frac {1}{\sqrt {(k+1)(n-k+1)}}}\ .}
Mit der Ungleichung vom arithmetischen und geometrischen Mittel {\displaystyle {\sqrt {ab}}\leq {\tfrac {1}{2}}(a+b)} angewendet auf die Wurzel im Nenner folgt
{\displaystyle |c_{n}|\geq \sum _{k=0}^{n}{\frac {2}{n+2}}={\frac {2(n+1)}{n+2}}\geq 1\ .}
Da die  {\displaystyle c_{n}} somit keine Nullfolge bilden, divergiert die Reihe {\displaystyle \sum _{n=0}^{\infty }c_{n}.}

### Berechnung der inversen Potenzreihe
Mit Hilfe der Cauchy-Produktformel kann die Inverse einer Potenzreihe mit reellen oder komplexen Koeffizienten berechnet werden. Wir setzen hierfür {\displaystyle f(z)=\sum _{n=0}^{\infty }a_{n}z^{n}} und {\displaystyle {\frac {1}{f(z)}}=\sum _{m=0}^{\infty }b_{m}z^{m}}. Die Koeffizienten {\displaystyle b_{m}} berechnen wir mithilfe von:
{\displaystyle 1=f(z)\cdot {\frac {1}{f(z)}}=\sum _{n=0}^{\infty }a_{n}z^{n}\sum _{m=0}^{\infty }b_{m}z^{m}=\sum _{r=0}^{\infty }\left(\sum _{l=0}^{r}a_{l}b_{r-l}\right)\cdot z^{r}\ },
wobei wir im letzten Schritt die Cauchy-Produktformel verwendet haben. Mit einem Koeffizientenvergleich folgt daraus:
{\displaystyle r=0:\ a_{0}b_{0}=1\Rightarrow b_{0}={\frac {1}{a_{0}}}\ .}
{\displaystyle r=1:\ a_{0}b_{1}+a_{1}b_{0}=0\Rightarrow b_{1}=-{\frac {a_{1}b_{0}}{a_{0}}}=-{\frac {a_{1}}{a_{0}^{2}}}.}
{\displaystyle r=2:\ a_{0}b_{2}+a_{1}b_{1}+a_{2}b_{0}=0\Rightarrow b_{2}=-{\frac {a_{1}b_{1}}{a_{0}}}-{\frac {a_{2}b_{0}}{a_{0}}}={\frac {a_{1}^{2}}{a_{0}^{3}}}-{\frac {a_{2}}{a_{0}^{2}}}.}
{\displaystyle r=3:\ a_{0}b_{3}+a_{1}b_{2}+a_{2}b_{1}+a_{3}b_{0}=0\Rightarrow b_{3}=-{\frac {a_{1}b_{2}}{a_{0}}}-{\frac {a_{2}b_{1}}{a_{0}}}-{\frac {a_{3}b_{0}}{a_{0}}}=-{\frac {a_{1}^{3}}{a_{0}^{4}}}+{\frac {2a_{2}a_{1}}{a_{0}^{3}}}-{\frac {a_{3}}{a_{0}^{2}}}.}
{\displaystyle \dots }
Zur Vereinfachung und o. B. d. A. setzen wir {\displaystyle a_{0}=1} und finden {\displaystyle {\frac {1}{f(z)}}=1-a_{1}z+(a_{1}^{2}-a_{2})z^{2}+(-a_{1}^{3}+2a_{1}a_{2}-a_{3})z^{3}+\dots =\sum _{i=0}^{\infty }(-1)^{i}\cdot \left(\sum _{n=1}^{\infty }a_{n}z^{n}\right)^{i}}.

## Verallgemeinerungen
Nach dem Satz von Mertens ist es schon ausreichend zu fordern, dass mindestens eine der beiden konvergenten Reihen absolut konvergiert, damit ihr Cauchy-Produkt konvergiert (nicht notwendigerweise absolut) und sein Wert das Produkt der gegebenen Reihenwerte ist.
Konvergieren beide Reihen nur bedingt, so kann es sein, dass ihr Cauchy-Produkt nicht konvergiert, wie obiges Beispiel zeigt.
Wenn in diesem Fall jedoch das Cauchy-Produkt konvergiert, dann stimmt sein Wert nach einem Satz von Abel mit dem Produkt der beiden Reihenwerte überein.